# Komen
Komen és un municipi eslovè, dins de la regió de Goriška. L'any 2002 tenia 3.515 habitants. Limita amb el municipi friülà de Doberdò del Lago i el triestí de Duino-Aurisina.
El municipi es divideix en els assentaments o naselja: Brestovica pri Komnu, Brje pri Komnu, Coljava, Divči, Dolanci, Čehovini, Čipnje, Gabrovica pri Komnu, Gorjansko, Hruševica, Ivanji Grad, Klanec pri Komnu, Kobdilj, Kobjeglava, Koboli, Kodreti, 'Komen', Lisjaki, Lukovec, Mali Dol, Nadrožica, Preserje pri Komnu, Rubije, Sveto, Šibelji, Škofi, Škrbina, Štanjel, Tomačevica, Trebižani, Tupelče, Vale, Večkoti, Volčji Grad, Zagrajec

## Administració
| Període   | Identitat      | Partit |
| --------- | -------------- | ------ |
| 2014-     | Marko Bandelli |        |
| 2010-2014 | Danijel Božič  |        |
| 1998-2010 | Uroš Slamič    |        |
| 1994-1998 | Jožef Adamič   |        |